# 澳門皇朝體育會
皇朝足球會（Vong Chiu）是澳門足球會，位于澳門特別行政區，是澳門甲組足球聯賽的參賽球隊。本是聯賽中具有奪冠實力的強隊，但於2008/09球季降級至乙組聯賽,而他們亦沒有報名參加2009/10球季的乙組聯賽。

## 球員名單（2008/09）

### 現時陣容
更新至2009年3月16日。
註釋：國旗表示球員在國際足聯資格規則定義的國家隊。球員可能擁有一個以上非國際足聯國籍。
| 號碼 |      | 位置 | 球員   |
| ---- | ---- | ---- | ------ |
| 32   | 澳門 | 中场 | 許誠讓 |
| 2    | 澳門 | 后卫 | 陳華生 |
| 3    | 澳門 | 中场 | 顧永年 |
| 4    | 澳門 | 前锋 | 何偉泉 |

| 號碼 |        | 位置 | 球員   |
| ---- | ------ | ---- | ------ |
| 12   | 澳門   | 后卫 | 趙番強 |
| 17   | 澳門   | 中场 | 何建偉 |
| 18   | 澳門   | 中场 | 冼家裕 |
| 20   | 喀麦隆 | 前锋 | 阿蘇   |

## 著名球員
- 冼家裕

## 外部連結
- 澳門足球總會 Macau Football Association （页面存档备份，存于）